# Antoine Parent
Antoine Parent, francoski matematik, * 16. september 1666, Pariz, † 26. september 1716, Pariz. 
Leta 1700 je pisal o analitični geometriji treh dimenzij. Njegova dela so bile zbrana in objavljena v treh zvezkih, v Parizu, leta 1713.